# 권대희 (아나운서)
권대희(權大熙, 1974년 4월 2일 ~ )는 대한민국의 앵커, 아나운서, MC, 성우, DJ, 리포터, 방송인이다.

## 학력
- 한국외대 정치행정언론대학원 신문방송 2005년 수료
- 강원대 정치외교 (2002년 학사 학위)
- 광성고등학교 (1993년 졸업)

## 생애
대한민국 강원도 삼척에서 태어났으며 도계초등학교, 도계중학교에 진학했지만 서울 성산중학교로 전학했고 이후 광성고등학교, 강원대학교 정치외교학과를 졸업했다. 중학교 시절 즐겨 듣던 라디오 음악프로그램, 별이빛나는밤에 가수이자 DJ였던 이문세씨에게 영향받아 방송인의 꿈을 키우게 되었고 대학시절 동문선배 KBS 전인석 아나운서와의 만남으로 아나운서 준비를 시작했다. 방송데뷔는 2003년 큐릭스방송 기자로 시작해 재직시 한국외국어대학교 정치행정언론대학원에서 신문방송학을 수료했다. 2007년 KTV 정책방송 기자로 잠시 이직했다가 진주MBC 생방송 전국시대 MC 공채로 합격해 프리랜서 아나운서로 본격적인 활동을 시작했다. 부산TBN 교통방송라디오에서 MC로 발탁돼 라디오방송 진행자의 꿈을 이루게 되었고 이후 대전과 인천 서울 권역 TBN에서 계속 활동영역을 넓혀갔다. 2008년 기상캐스터 이익선씨와 함께 KFN국군방송 라디오 공채 1기 MC로 입사해 어서오세요 프렌즈FM입니다 등을 진행했고 같은 해 MTN머니투데이 방송 앵커로 입사해 라디오와 TV를 오가며 전천후 프리랜서 아나운서다운 면모를 보였다. 경제분야 뿐만아니라 2011년 KTV정책방송 앵커로 활동하며 정책보도에 대한 식견을 넓혔고 2011년부터 3년간 KBS2TV 생방송 오늘, 굿모닝대한민국, 생생정보통 등 KBS 대표 교양프로에서 시사전문 리포터와 성우로 출연했다. 2012년 겨울 경기방송에서 주최한 라디오 DJ 공개오디션에 참가해 대상의 영예를 안고 다시 라디오 DJ로서의 진행 능력을 인정받아 경기방송에서 활동하다가 2018년부터 다시 TBN 라디오교통방송에서 주말 교통시대 프로그램을 진행하고 있다. 프리랜서 아나운서다운 왕성한 활동으로 다방면에 두각을 나타내 드라마와 영화, CF 등에서 다양한 모습으로 인지도를 높여가고 있고 최근 KBS 전국노래자랑 남양주시편에 출연해 인기상을 수상하는 등 가수로서의 면모도 보였다.

## 경력
| 연도          | 사항                                      |
| ------------- | ----------------------------------------- |
| 2010년        | 국제개발구호단체 더프라미스 홍보대사      |
| 2007년        | KTV 한국정책방송 행정자치부 기자 프리랜서 |
| 2007년        | KTV 한국정책방송 행정자치부 기자          |
| 2007년        | 케이씨엔유 성우                           |
| 2003년~2007년 | 큐릭스방송 (티브로드) 기자/아나운서       |

## 진행

### 텔레비젼
| 연도   | 방송사           | 프로그램                       | 진행기간                  | 비고            |
| ------ | ---------------- | ------------------------------ | ------------------------- | --------------- |
| 2007년 | KTV 한국정책방송 | 행복안테나                     | 2007년 6월 ~ 2007년 7월   | 기자            |
| 2007년 | MBC 진주문화방송 | 생방송 전국시대                | 2007년 7월 ~ 2008년 5월   | MC, 진행        |
| 2008년 | MTN 머니투데이   | 시장을여는 아침                | 2008년 10월 ~ 2009년 2월  | 앵커            |
| 2008년 | HCN 서초케이블   | 우리들의 행복한 세상           | 2008년 12월 ~ 2009년 12월 | MC              |
| 2009년 | HCN 서초케이블   | 우리들의 행복한 세상           | 2009년 1월 ~ 2010년 3월   | MC              |
| 2010년 | KBS2 TV          | 생방송오늘                     | 2010년 ~ 2011년           | 리포터          |
| 2010년 | Mnet             | 그는 당신에게 반하지 않았다    | 2010년 8월13일            | 출연자          |
| 2011년 | KTV 한국정책방송 | 정책&이슈                      | 2011년 10월 ~ 2013년 2월  | 앵커            |
| 2011년 | KBS2 TV          | 굿모닝대한민국                 | 2011년 12월 ~ 2013년 2월  | 리포터          |
| 2012년 | KBS2 TV          | 생생정보통                     | 2012년 1월 ~ 2013년 8월   | 성우            |
| 2012년 | 채널차이나       | 활력충전 건강이 보인다         | 2012년 ~ 현재             | MC              |
| 2014년 | 리빙TV           | 성혼카운슬링                   | 2014년 ~ 2014년           | MC              |
| 2014년 | KBS2 TV          | 생생정보통                     | 2014년 5월 ~ 2014년 6월   | 성우            |
| 2015년 | HCN 서초케이블   | TV세상의 숨은 1인치            | 2015년 ~ 2016년           | 앵커            |
| 2017년 | MTN 머니투데이   | 백세시대 성공프로젝트 100%     | 2017년 8월 ~ 2017년 10월  | 앵커            |
| 2017년 | MTN 머니투데이   | 머니토크쇼 나도부자            | 2017년 10월 ~ 2018년 2월  | 앵커            |
| 2018년 | FTV 한국낚시채널 | 낚시 人 피플 "아나운서 권대희" | 2018년 3월                | 출연자          |
| 2019년 | KBS2 TV          | 전국노래자랑                   | 2019년 2월10일            | 남양주시편 출연 |
| 2021년 | 이데일리TV       | 빅머니 1부 & 2부               | 2020년 12월 ~ 현재        | 앵커            |

### 라디오
| 연도   | 방송사           | 프로그램                     | 진행기간                 | 비고           |
| ------ | ---------------- | ---------------------------- | ------------------------ | -------------- |
| 2007년 | TBN 부산교통방송 | 달리는 라디오 교통방송입니다 | 2007년 10월 ~ 2008년 4월 | DJ/MC          |
| 2008년 | 충주 MBC 라디오  |                              | 2008년 12월 ~ 2009년 6월 | 문화컬럼니스트 |
| 2008년 | 국군방송         | 그대가 있어 행복합니다       | 2008년 4월 ~ 2008년 11월 | MC             |
| 2009년 | 국군방송         | 어서오세요 Friends FM입니다  | 2009년 11월 ~ 2010년 4월 | MC             |
| 2012년 | TBN 한국교통방송 | TBN 차차차                   | 2012년 4월 ~ 2013년 4월  | DJ/MC          |
| 2013년 | KFM 경기방송     | 라디오 오후의 데이트         | 2013년 3월 ~ 2015년 3월  | DJ/MC          |
| 2013년 | KFM 경기방송     | 두시의삐에로                 | 2013년 3월 ~ 2015년 3월  | DJ/MC          |
| 2018년 | TBN 한국교통방송 | TBN 이슈공감                 | 2018년 12월 ~ 현재       | 고정패널       |
| 2018년 | TBN 한국교통방송 | TBN 교통시대                 | 2018년 12월 ~ 현재       | MC             |
| 2021년 | TBN 한국교통방송 | 권대희의 탄탄대로            | 2021년 4월 ~ 2021년 9월  | MC             |

## 그 외 활동

### 드라마
- 2020년 tvN 《메모리스트》 - 뉴스앵커 역
- 2017년 SBS FunE 《아이돌마스터 KR 꿈을 드림》 - 뉴스앵커 역
- 2017년 tvN 《아르곤》 - 뉴스앵커 역
- 2014년~2015년 SBS 《피노키오》 - 뉴스 앵커 역
- 2011년 SBS 《보스를 지켜라》 - 뉴스 앵커 역
- 2011년 SBS 《내게 거짓말을 해봐》 - 뉴스 앵커 역

### 영화
- 2018년 마약왕 - 뉴스앵커 역
- 2016년 소년, 소녀를 만나다 - 스포츠 캐스터 역

## 광고
- 메리츠화재해상보험 암보험
- DB손해보험
- 예다함
- 에이스치아보험
- 광동제약
- CJ그룹

## 수상
- 2019년 전국노래자랑 남양주시편[6] / 인기상 수상
- 2017년 한국언론기자협회 / 세계문화예술교류 부문 대상
- 2017년 대한민국지역사회공헌대상 / 대한민국지역사회공헌 부문 대상
- 2017년 대한민국창조문화예술대상 / 방송문화발전부문 대상 수상[7]
- 2016년 대한민국나눔대상 / 대상 수상[8]
- 2016년 CABLE TV AWARDS 지역채널 부문 "세상에 숨은1인치" 시사프로그램 대상 수상
- 2012년 경기방송 라디오스타 국민DJ오디션 대상 수상[9]